# Скенектаді
Скене́ктаді (англ. Schenectady) — місто (англ. city) на північному сході США, в окрузі Скенектеді штату Нью-Йорк. Населення — 67 047 осіб (2020). Транспортний вузол. У місті виробляють турбіни, турбогенератори, атомні реактори, електромотори. Є хімічні заводи.
Місто-побратим Скенектаді — Нейкерк (Нідерланди).

## Географія
Скенектаді розташоване за координатами 42°48′7″ пн. ш. 73°55′38″ зх. д. / 42.80194° пн. ш. 73.92722° зх. д. (42.801840, -73.927295). За даними Бюро перепису населення США в 2010 році місто мало площу 28,40 км², з яких 27,92 км² — суходіл та 0,48 км² — водойми.

## Демографія
Згідно з переписом 2010 року, у місті мешкало 66 135 осіб у 26 633 домогосподарствах у складі 14 614 родин. Густота населення становила 2329 осіб/км². Було 30095 помешкань (1060/км²).
Расовий склад населення:
| - 61,4 % — білих - 20,2 % — чорних або афроамериканців - 3,6 % — азіатів - 0,7 % — корінних американців - 0,1 % — вихідців з тихоокеанських островів - 7,2 % — осіб інших рас |

До двох чи більше рас належало 6,7 %. Частка іспаномовних становила 10,5 % від усіх жителів.
За віковим діапазоном населення розподілялося таким чином: 24,4 % — особи молодші 18 років, 64,2 % — особи у віці 18—64 років, 11,4 % — особи у віці 65 років та старші. Медіана віку мешканця становила 33,4 року. На 100 осіб жіночої статі у місті припадало 93,7 чоловіків; на 100 жінок у віці від 18 років та старших — 90,3 чоловіків також старших 18 років.
Середній дохід на одне домашнє господарство становив 50 740 доларів США (медіана — 40 755), а середній дохід на одну сім'ю — 61 713 долари (медіана — 53 907). Медіана доходів становила 38 715 доларів для чоловіків та 34 398 доларів для жінок. За межею бідності перебувало 22,8 % осіб, у тому числі 40,1 % дітей у віці до 18 років та 9,5 % осіб у віці 65 років та старших.
Цивільне працевлаштоване населення становило 29 840 осіб. Основні галузі зайнятості: освіта, охорона здоров'я та соціальна допомога — 29,2 %, роздрібна торгівля — 14,4 %, мистецтво, розваги та відпочинок — 10,0 %, науковці, спеціалісти, менеджери — 8,5 %.

## Відомі особистості
- Роберт Єйтс (1738—1801) — політик і правник США
- Джек Бріггс (1920—1998) — американський актор
- Роджер Доксі (1947—2009) — американський фізик і астроном.
- Міккі Рурк (* 1952) — американський характерний актор, режисер, боксер, справжня зірка сучасної епохи.
- Річ Бреннан (нар.1972) — американський хокеїст, що грав на позиції захисника

## Галерея

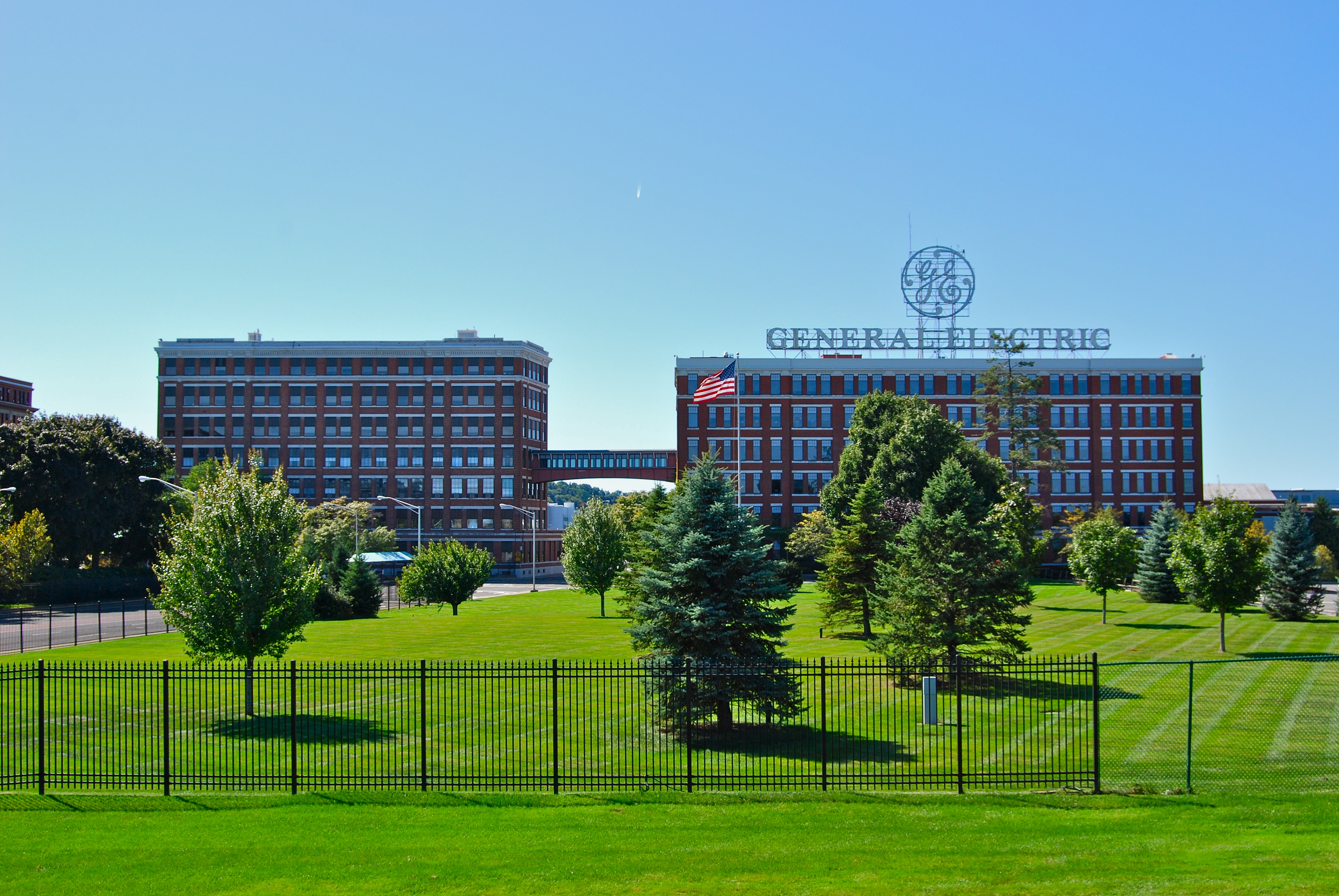
Колишня будівля штаб-квартири GE
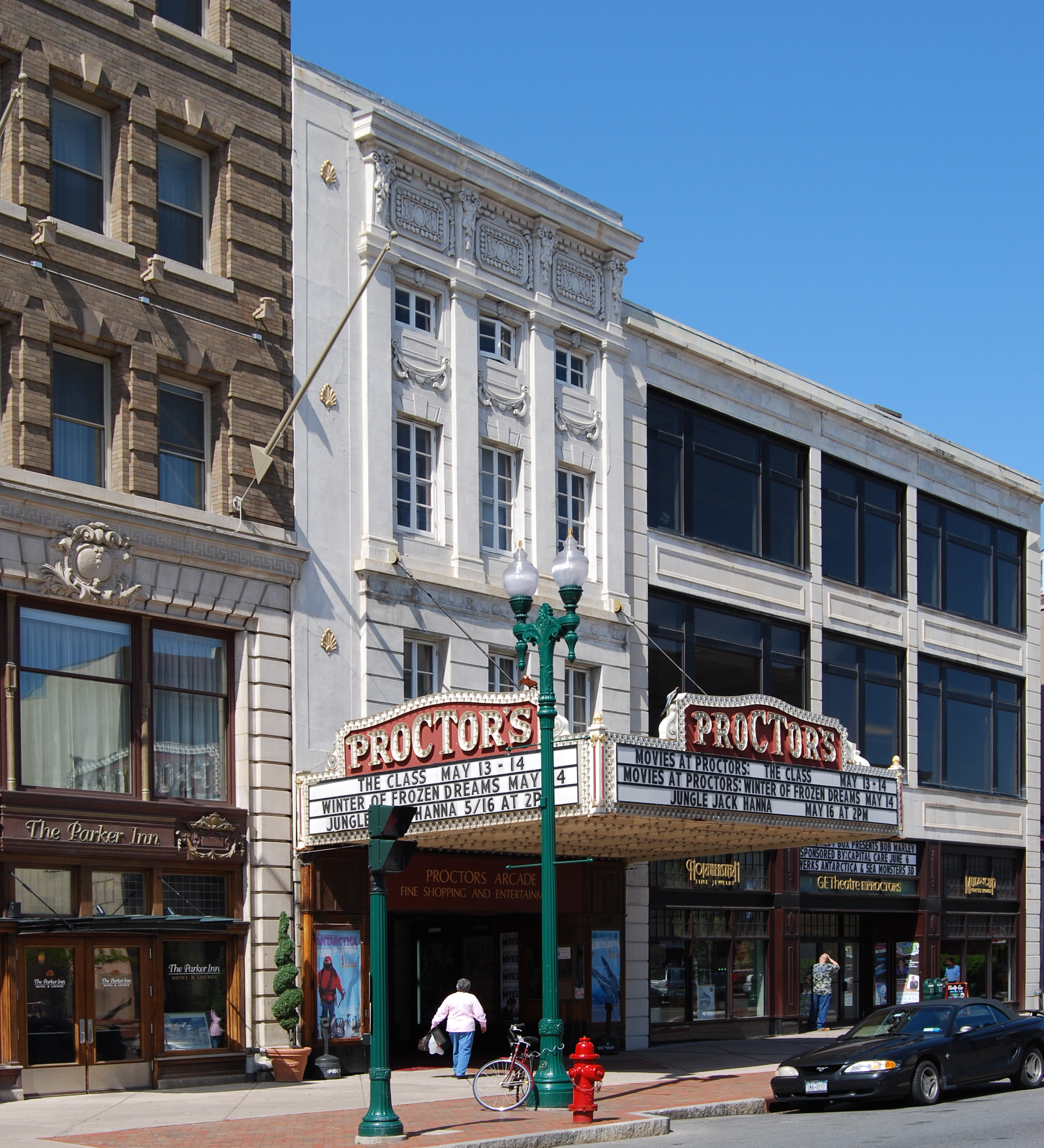
Театр Проктора
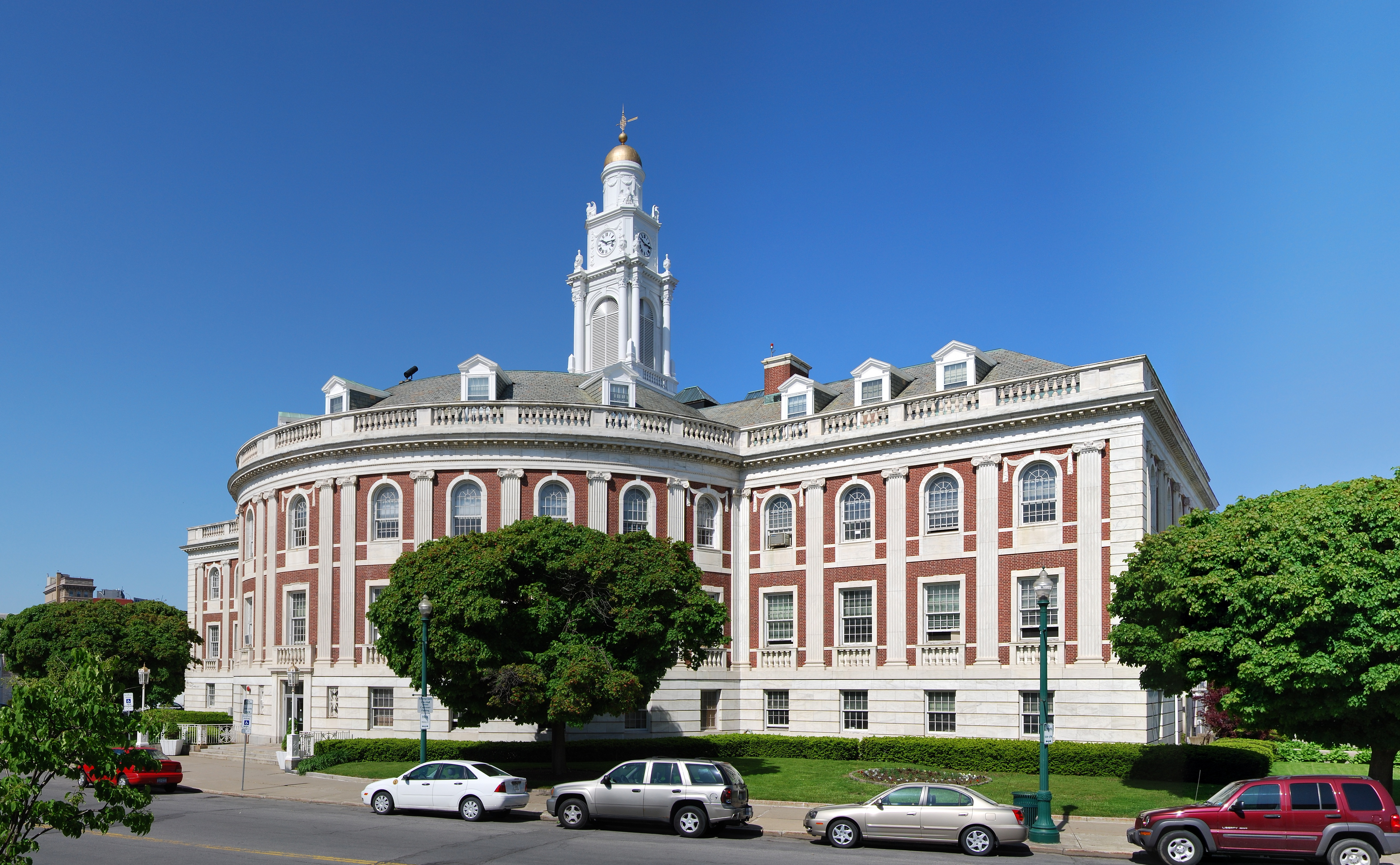
Мерія
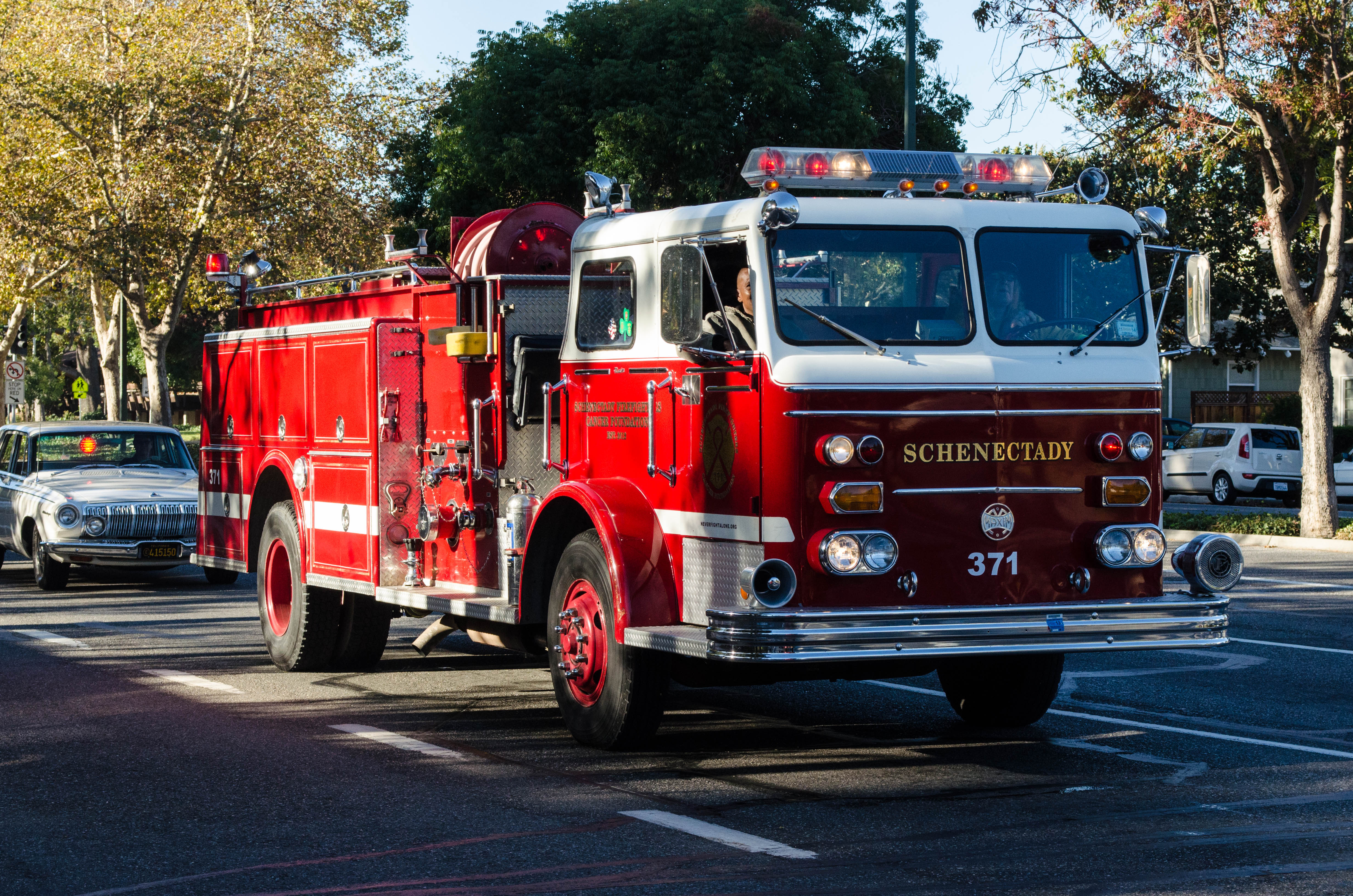
Пожежна машина
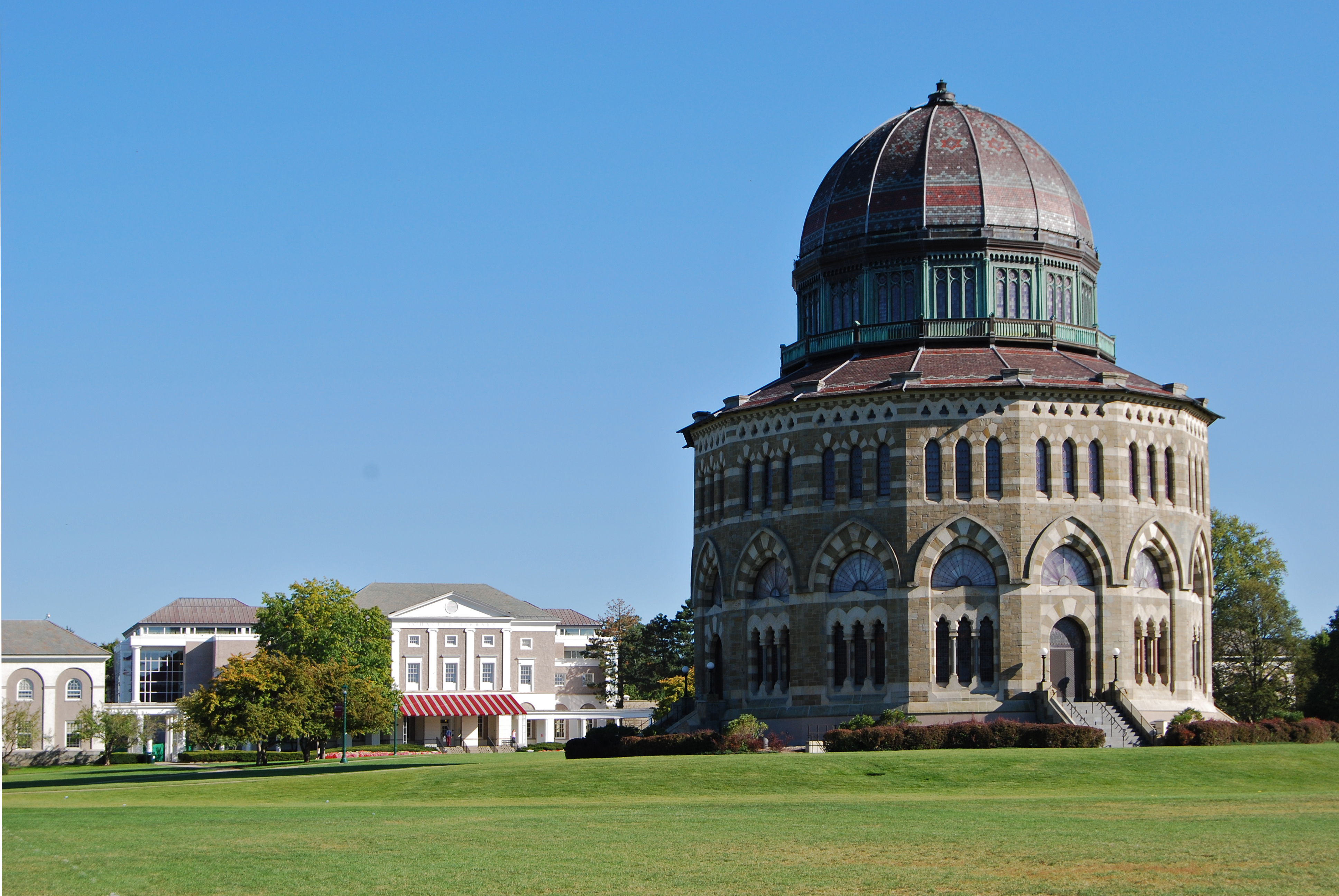
Меморіал Ното
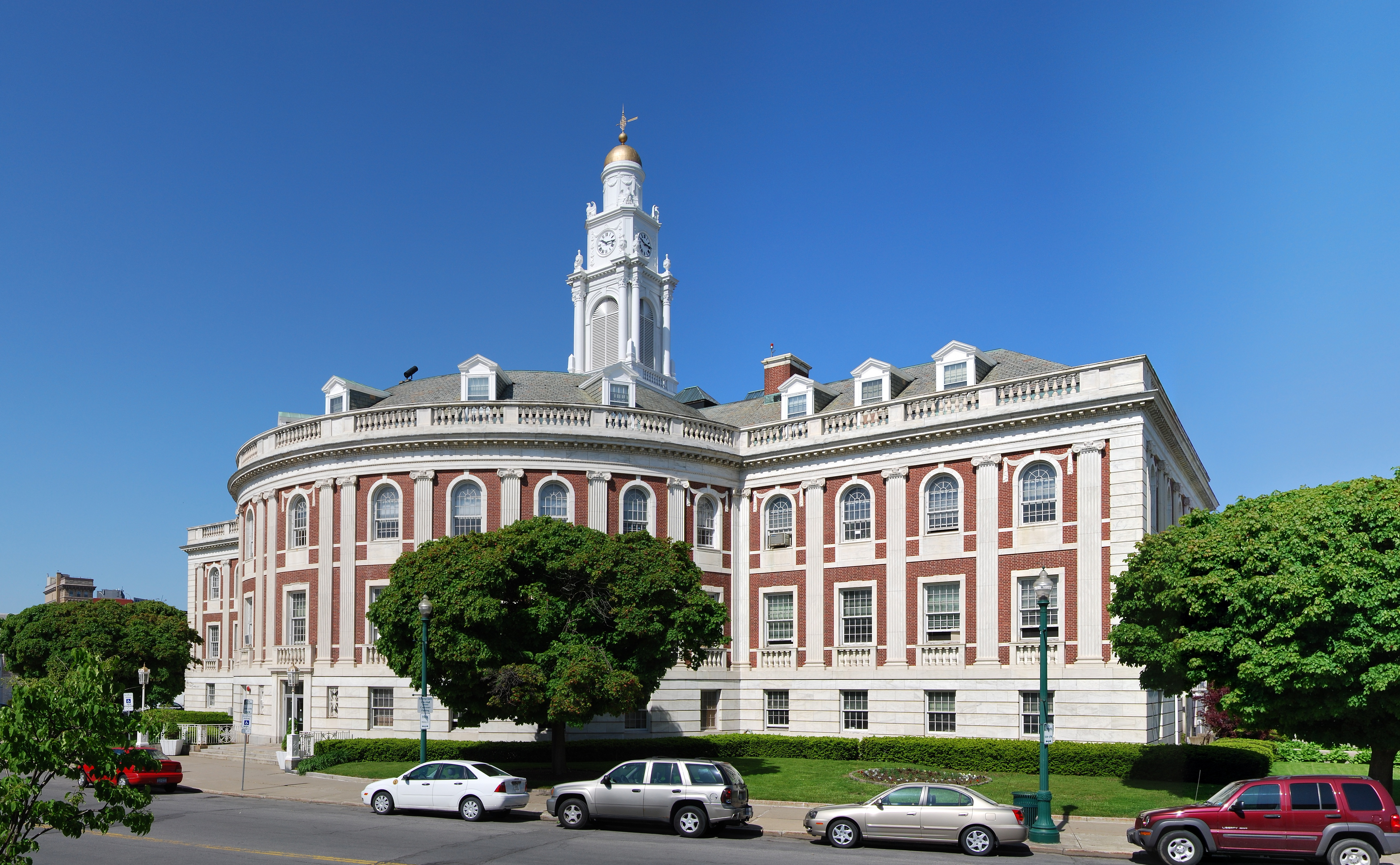
Ратуша
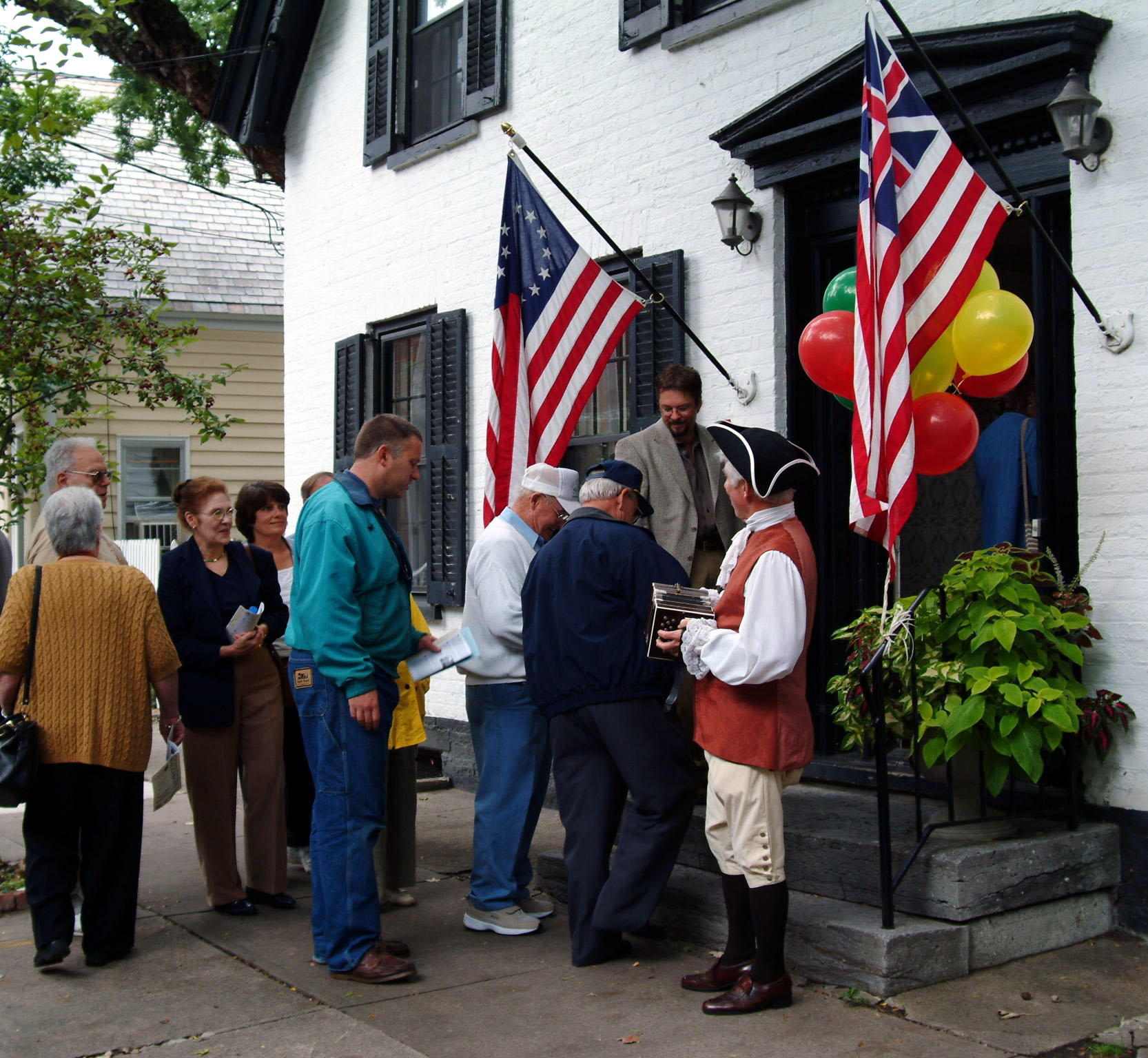
Керівництво вітає відвідувачів грою на акордеоні біля відновленого голландського будинку-музею
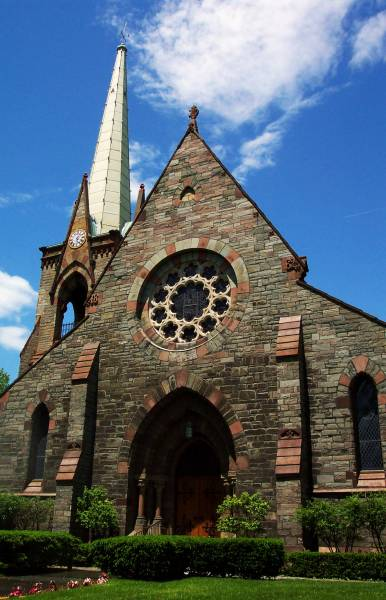
Реформаторська церква